# Antocha (Antocha) retracta
Antocha (Antocha) retracta is een tweevleugelige uit de familie steltmuggen (Limoniidae). De soort komt voor in het Oriëntaals gebied.